# Capellanía
Capellanía è un comune (corregimiento) della Repubblica di Panama situato nel distretto di Natá, provincia di Coclé. Si estende su una superficie di 102,3 km² e conta una popolazione di 4.512 abitanti (censimento 2010).